# Ermenguer
Ermenguer fou el primer comte d'Empúries (~813- ~817). Quan la regió va quedar estabilitzada, després de ser conquerida pels francs, el pagus d'Empúries es va separar del comtat de Girona i Ermenguer, que és probable que fos un noble got local, en fou nomenat comte per l'emperador Carlemany (o pel seu fill Lluís el Pietós). Això va ser cap a l'any 813.
L'any 812, diversos comtes de Septimània i Gòtia, entre ells el comte d'Empúries, van viatjar fins a la cort de Carlemany a Aquisgrà per assistir a un judici referent a una acusació d'imposició de tributs excessius sobre la terra que un grup de terratinents hispans feia contra ells. És possible doncs que pel 812 ja hi hagués un comte privatiu d'Empúries i que aquest fos Ermenguer.
El fet principal del govern d'Ermenguer va ser una victòria naval contra els pirates sarraïns obtinguda prop de les Illes Balears l'any 813. Ermenguer, al capdavant d'una flota carolíngia creada de fresc, va salpar cap a les Balears per lluitar contra la pirateria que llavors assolava les costes mediterrànies. Quan es trobaven prop de les Balears, es van topar amb vaixells sarraïns que tornaven de saquejar Còrsega i Sardenya. En la batalla naval que es va succeir, els pirates foren derrotats, perdent vint naus i cinc-cents presoners cristians van ser alliberats. Llavors els francs van prendre les Balears com a protectorat del comtat d'Empúries però les van perdre a mans dels musulmans a tot tardar l'any 848.
Vers el 817, fos per la mort d'Ermenguer o a causa d'una reorganització carolíngia en la distribució dels comtats a Aquitània, la Gòtia, el comtat d'Empúries va passar a Gaucelm, que també era comte de Rosselló.